# Tommaso Plantageneto, I duca di Gloucester
Tommaso Plantageneto, in inglese Thomas of Woodstock, 1st Duke of Gloucester (Woodstock, 7 gennaio 1355 – Calais, 8 settembre 1397), principe d’Inghilterra, conte di Essex dal 1376, conte di Buckingham dal 1377, duca di Aumale e primo duca di Gloucester dal 1385 alla sua morte.

## Origine
Ultimogenito (ottavo figlio maschio) del re d'Inghilterra e duca d'Aquitania, Edoardo III e di Filippa di Hainaut, figlia di Guglielmo il Buono, conte di Hainaut e Olanda e di Giovanna di Valois, nipote di Filippo III di Francia.

## Biografia

Blasone di Tommaso di Woodstock

Thomas (o Tommaso) nacque presso Woodstock Palace, nell'Oxfordshire, dopo che sua madre, la regina Filippa, ultraquarantenne, aveva partorito tre figli (due maschi e una femmina) che non erano riusciti a sopravvivere. Fu il quinto dei figli maschi del re d'Inghilterra Edoardo III che raggiunsero la maggiore età.
Nel 1376, dopo aver sposato Eleanor de Bohun (1366-1399), figlia di Humphrey di Bohun, 7º conte di Hereford, e di Giovanna Fitzalan, ereditò, alla morte di suo suocero, il titolo di conte di Essex.
Nel 1377, alla morte del padre Edoardo III, salì al trono, Riccardo II, di dieci anni, il figlio di suo fratello primogenito, il principe del Galles, Edoardo, morto l'anno prima. Tommaso non fece parte della cerchia dei consiglieri del re, come suo fratello Giovanni, che ben presto divenne il miglior consigliere del re. In compenso, sempre in quell'anno, all'età di ventidue anni, Thomas venne insignito del titolo di conte di Buckingham.
Nel 1380, Tommaso a capo di una spedizione in Francia guidò le truppe inglesi da Calais alla Bretagna, per portare aiuto al duca di Bretagna, Giovanni V il Conquistatore; ciò gli diede una notorietà che lo rese molto popolare e amato dal pubblico. Nello stesso anno, la cognata, la sorella di sua moglie, Maria di Bohun (1368-1394), sposò suo nipote, Enrico di Bolingbroke (o Lancaster), il futuro re Enrico IV.
Infine, nel 1385, Tommaso ricevette il titolo di duca di Aumale e quello di duca di Gloucester.
L'anno dopo, nel luglio 1386, suo fratello, Giovanni, partì per la penisola iberica, per cui, Tommaso, cercando di colmare il vuoto lasciato da Giovanni, fu coinvolto nella vita politica del regno, divenendo il capo del partito dei grandi del regno, spesso in conflitto col re, Riccardo II (nipote di Thomas), mentre l'altro suo fratello maggiore, Edmondo, primo duca di York, rimase in secondo piano.
Thomas era il leader di un gruppo di influenti aristocratici chiamati "Lords Appellant" (Lord Appellanti) che chiedevano di continuare la guerra contro la Francia e di allontanare il consigliere, Robert de Vere, IX conte di Oxford di sostituire il Cancelliere d'Inghilterra, Michael de la Pole, I conte di Suffolk. Mentre il de Vere fu esiliato in Irlanda (Riccardo lo nominò duca d'Irlanda) il re dovette accettare che il Conte di Suffolk, nel 1387, fosse sostituito dal fratello del conte di Arundel e poi fosse giudicato, multato e messo in carcere, per un breve periodo. Il re chiuse i lavori del parlamento e si mise a percorrere tutte le contee, cercando appoggi, rientrò a Londra, solo nel novembre 1387. Riccardo dispose l'arresto del Conte di Arundel, uno dei leader dei Lord Appellanti, mentre il duca d'Irlanda, de Vere, aveva raccolto un esercito, nel Cheshire, e si diresse verso Londra ma, il 20 dicembre, fu sopraffatto dalle forze dei predetti Lord a Radcot Bridge, nell'Oxfordshire ed il sovrano fu costretto a sottomettersi completamente, correndo il rischio di essere deposto.
Nel 1388 il parlamento inglese si riunì il 3 febbraio e, noto come il cattivo parlamento, concluse i suoi lavori il 4 giugno, mise sotto accusa l'operato del re e dei suoi consiglieri. Riccardo cercò di invalidare i capi d'accusa attraverso il parere di eminenti giuristi, ma gli fu risposto che la camera dei lord non era vincolata né al diritto romano né ad alcun giudice di grado inferiore, per cui i consiglieri vennero giudicati sulla base dei capi d'accusa e condannati (otto furono giustiziati per tradimento e gli altri furono esiliati). Eliminati gli impopolari consiglieri di Riccardo II per undici mesi l'Inghilterra rimase sotto il controllo del partito degli accusatori, con il monarca spogliato di quasi tutta la sua autorità. Pare che in questo periodo Tommaso propose di destituire il re Riccardo, ma la sua proposta non fu accolta dalla maggioranza dei Lord Appellanti.
Con il ritorno di suo fratello Giovanni dalla penisola iberica, nel 1389, l'influenza di Tommaso, sui grandi del regno, diminuì e la situazione si stabilizzò, permettendo a re Riccardo di portare avanti la politica di pace con la Francia, che Tommaso aveva sempre ostacolato

Quando Riccardo II decise di liberarsi dei Lord Appellanti che avevano limitato il suo potere, negli ultimi dieci anni, nel luglio 1397, i fratelli di Tommaso, Edmondo e Giovanni approvarono la decisione. Thomas de Beauchamp, XII conte di Warwick fu arrestato il 10 luglio, Tommaso duca di Gloucester fu convocato a Londra il giorno dopo ed inviato a Calais, mentre Richard FitzAlan, XI conte di Arundel, si arrese al re poco dopo. Fu riunito il parlamento e i tre furono giudicati e condannati per tradimento. Thomas, duca di Gloucester, che pure aveva accettato le accuse, fu arrestato presso Calais e, molto probabilmente, fu ucciso (giustiziato), in prigionia, sempre a Calais.
I titoli e le terre furono confiscate, per cui il figlio, Humphrey, non poté succedergli.
La moglie Eleonora di Bohun, che, nel 1384, era stata insignita dell'ordine della giarrettiera, dopo la morte di Tommaso, si fece suora e si ritirò nell'abbazia di Barking

## Matrimonio e figli
Tommaso da Eleonora ebbe cinque figli:
- Humphrey (ca. 1381 - 2 settembre 1399). Celibe e senza discendenza;
- Anna (ca. 1383 - 1438). Si sposò tre volte: con Thomas Stafford, III conte di Stafford, senza discendenza; con  Edmund Stafford, V conte di Stafford, fratello minore del suo primo marito, da cui ebbe un figlio e due figlie; e William Bourchier, I conte di Eu, da cui ebbe discendenza rintracciabile a oggi nei baronetti Wrey.
- Giovanna (1384 - 16 agosto 1400). Sposò Gilbert Talbot, V barone Talbot (1383-1419), morì di parto col nascituro.
- Isabella (12 marzo 1385/1386 - aprile 1402), monaca degli Ordini minori.
- Filippa (ca. 1388-ca. 1399).

## Ascendenza
|                                            |                       |                        | Genitori                    |  |  | Nonni |  |  | Bisnonni                |  |  | Trisnonni                |  |
|                                            |                       |                        |                             |  |  |       |  |  | Edoardo I d'Inghilterra |  |  | Enrico III d'Inghilterra |  |
|                                            |                       |                        |                             |  |  |       |  |  | Edoardo I d'Inghilterra |  |  | Enrico III d'Inghilterra |  |
|                                            |                       | Eleonora di Provenza   |                             |  |  |       |  |  | Edoardo I d'Inghilterra |  |  |                          |  |
| Edoardo II d'Inghilterra                   |                       |                        |                             |  |  |       |  |  | Edoardo I d'Inghilterra |  |  |                          |  |
|                                            |                       | Eleonora di Castiglia  | Ferdinando III di Castiglia |  |  |       |  |  |                         |  |  |                          |  |
|                                            |                       | Eleonora di Castiglia  | Ferdinando III di Castiglia |  |  |       |  |  |                         |  |  |                          |  |
|                                            |                       | Eleonora di Castiglia  | Giovanna di Dammartin       |  |  |       |  |  |                         |  |  |                          |  |
| Edoardo III d'Inghilterra                  |                       | Eleonora di Castiglia  |                             |  |  |       |  |  |                         |  |  |                          |  |
|                                            |                       | Filippo IV di Francia  | Filippo III di Francia      |  |  |       |  |  |                         |  |  |                          |  |
|                                            |                       | Filippo IV di Francia  | Filippo III di Francia      |  |  |       |  |  |                         |  |  |                          |  |
|                                            |                       | Filippo IV di Francia  | Isabella d'Aragona          |  |  |       |  |  |                         |  |  |                          |  |
| Isabella di Francia                        |                       | Filippo IV di Francia  |                             |  |  |       |  |  |                         |  |  |                          |  |
|                                            |                       | Giovanna I di Navarra  | Enrico I di Navarra         |  |  |       |  |  |                         |  |  |                          |  |
|                                            |                       | Giovanna I di Navarra  | Enrico I di Navarra         |  |  |       |  |  |                         |  |  |                          |  |
|                                            |                       | Giovanna I di Navarra  | Bianca d'Artois             |  |  |       |  |  |                         |  |  |                          |  |
| Tommaso Plantageneto, I duca di Gloucester |                       | Giovanna I di Navarra  |                             |  |  |       |  |  |                         |  |  |                          |  |
|                                            | Giovanni I di Hainaut | Giovanni d'Avesnes     |                             |  |  |       |  |  |                         |  |  |                          |  |
|                                            | Giovanni I di Hainaut | Giovanni d'Avesnes     |                             |  |  |       |  |  |                         |  |  |                          |  |
|                                            | Giovanni I di Hainaut | Adelaide d'Olanda      |                             |  |  |       |  |  |                         |  |  |                          |  |
| Guglielmo I di Hainaut                     | Giovanni I di Hainaut |                        |                             |  |  |       |  |  |                         |  |  |                          |  |
|                                            |                       | Filippa di Lussemburgo | Enrico V di Lussemburgo     |  |  |       |  |  |                         |  |  |                          |  |
|                                            |                       | Filippa di Lussemburgo | Enrico V di Lussemburgo     |  |  |       |  |  |                         |  |  |                          |  |
|                                            |                       | Filippa di Lussemburgo | Margherita di Bar           |  |  |       |  |  |                         |  |  |                          |  |
| Filippa di Hainaut                         |                       | Filippa di Lussemburgo |                             |  |  |       |  |  |                         |  |  |                          |  |
|                                            |                       | Carlo di Valois        | Filippo III di Francia      |  |  |       |  |  |                         |  |  |                          |  |
|                                            |                       | Carlo di Valois        | Filippo III di Francia      |  |  |       |  |  |                         |  |  |                          |  |
|                                            |                       | Carlo di Valois        | Isabella d'Aragona          |  |  |       |  |  |                         |  |  |                          |  |
| Giovanna di Valois                         |                       | Carlo di Valois        |                             |  |  |       |  |  |                         |  |  |                          |  |
|                                            |                       | Margherita d'Angiò     | Carlo II di Napoli          |  |  |       |  |  |                         |  |  |                          |  |
|                                            |                       | Margherita d'Angiò     | Carlo II di Napoli          |  |  |       |  |  |                         |  |  |                          |  |
|                                            |                       | Margherita d'Angiò     | Maria d'Ungheria            |  |  |       |  |  |                         |  |  |                          |  |
|                                            |                       | Margherita d'Angiò     |                             |  |  |       |  |  |                         |  |  |                          |  |